# Терновий Костянтин Сергійович
Костянтин Сергійович Терновий (Терновой) (16 квітня 1924, місто Одеса — 26 жовтня 1997, Київ) — український ортопед-травматолог, доктор медичних наук, професор, академік Національної академії наук України (1982), заслужений лікар Української РСР (1965), Заслужений діяч науки і техніки УРСР (1974). Депутат Верховної Ради УРСР 10-го скликання.

## Життєпис
Народився 16 квітня 1924 року в місті Одеса у родині українця Сергія Михайловича Тернового та болгарки Галини Калениківни Тернової (Каравелкової).
У 1939 році Костянтин Терновий закінчив середню школу в Одесі та вступив курсантом до Одеської артилерійської спеціальної школи, після закінчення якої призваний до лав Червоної армії.
Член комсомолу з 1940 року.
З 1941 року — в Червоній армії. Учасник німецько-радянської війни. Служив командиром батареї 744-го окремого винищувального протитанкового дивізіону 2-го механічного корпусу 2-ї гвардійської армії 4-го Українського фронту. 18 серпня 1943 року був важко поранений у боях, лікувався у військових госпіталях. Інвалід Вітчизняної війни 2-ї групи.
У 1949 році закінчив Одеський медичний інститут.
У 1949—1951 роках — лікар-інспектор, завідувач Ворошиловградського міського відділу охорони здоров'я Ворошиловградської області.
Член ВКП(б) з 1951 року.
У 1951—1953 роках — головний лікар Ворошиловградської міської лікарні Ворошиловградської області.
У 1953—1970 роках — завідувач відділення санітарної авіації, лікар ортопед-травматолог, головний лікар Одеської обласної лікарні і, одночасно, лікар ортопед-травматолог в Одеському медичному інституті.
У 1970—1971 роках — начальник Четвертого Головного управління при Міністерстві охорони здоров'я Української РСР. У 1971—1990 роках — начальник Четвертого Головного управління при Міністерстві охорони здоров'я УРСР — заступник міністра охорони здоров'я Української РСР. Одночасно, з 1970 року завідував клінічним відділенням Київського науково-дослідного інституту ортопедії. З 1987 року — завідувач відділу Інституту біохімії НАН Української РСР (України).
Наукові праці Тернового стосувалися проблем кістково-суглобової патології, регенерації кісткової тканини, трансплантології, гемосорбції, імунології. Розробив низку апаратів і пристосувань для лікування складних і ускладнених переломів кісток та вивихів.

## Звання
- старший лейтенант

## Нагороди
- два ордени Трудового Червоного Прапора
- орден «Знак Пошани»
- два ордени Вітчизняної війни 1-го ступеня (6.08.1946, 6.04.1985)
- Державна премія Української РСР в галузі науки і техніки (1981)
- Державна премія СРСР (1985)
- заслужений лікар Української РСР (1965)
- заслужений діяч науки і техніки УРСР (1974)

## Джерело
- УРЕ Терновий Костянтин Сергійович
- Терновий Костянтин Сергійович